# Festival international du film de Belgrade
Pour les articles homonymes, voir Fest et Festival.
 (juillet 2015).
Le Festival international du film de Belgrade ou FEST (en serbe cyrillique Београдски међународни филмски фестивал, et en serbe translittéré Beogradski međunarodni filmski festival) est un festival de cinéma qui se déroule chaque année depuis 1971 à Belgrade, capitale de la Serbie.

## Présentation
Le premier festival du film de Belgrade intitulé A Brave New World a eu lieu en janvier 1971 à la Maison des syndicats de Belgrade. Lors de ce premier événement, furent projetés les films devenus les grands classiques comme 2001, l'Odyssée de l'espace de Stanley Kubrick, Easy Rider de Dennis Hopper, MASH de Robert Altman, les films de Eric Rohmer, Luis Buñuel, Živojin Pavlović. Pendant longtemps, ce fut le seul festival se déroulant dans le bloc soviétique qui attirait les représentants de l'industrie hollywoodienne parmi lesquels on peut citer Roman Polanski, Sam Peckinpah, Pier Paolo Pasolini, Francis Ford Coppola, Monica Bellucci, Kirk Douglas, Audrey Hepburn, Robert de Niro, Louis Armstrong, Dean Martin, Frank Sinatra, et Miloš Forman.
En 2006, un nouvel évènement est introduit : le back to business (B2B). Cette section permet aux professionnels de l'industrie cinématographique européens hors-UE (notamment les producteurs) de se rencontrer et d'échanger autour de leurs futurs projets.
En 2007, le 35e Festival international du film de Belgrade a eu lieu du 23 février au 4 mars. Il a été officiellement ouvert par l'actrice Catherine Deneuve et l'acteur Ralph Fiennes. Le Festival fut animé par Bob Rafelson ; le film projeté en séance d'ouverture était Klopka (« Le Piège ») du cinéaste serbe Srđan Golubović. Le film qui a remporté le prix « Europe out of Europe » est Pour aller au Ciel, il faut mourir (Bihisht Faqat Baroi Murdagon), du réalisateur tadjik Djamshed Usmonov.
En 2008, le 36e Festival international du film de Belgrade s'est tenu du 22 février au 2 mars.
Quatre catégories de récompenses furent établies en 2015:
- Sélection internationale
- Film serbe
- Catégorie "Borders" pour le cinéma d'auteur ou d'art et essai
- Prix Nebojša Đukelić (Небојша Ђукелић)

En 2024, le 52e Festival international du film de Belgrade s'est déroulé du 23 février au 3 mars.
Aujourd'hui, chaque édition accueille 4 millions de visiteurs, et présente 4000 films venus du monde entier.

## Jurys et organisateurs[7]
- Radivoje Bukvić
- Zrinko Ogresta
- Natasha Bučar
- Biljana Maksić
- Marko Grabez

## Récompenses[7]
- Le prix FEDEORA du meilleur film euro-méditerranéen de la compétition principale
- Le prix du public
- Le prix Nebojša Đukelić pour le meilleur film de la région
- Le prix du Jury du Programme du Concours Principal
- Le meilleur réalisateur
- Le meilleur scénario
- La meilleure actrice
- Le meilleur acteur
- Le meilleur réalisateur pour son premier film